# Brachyramphus perdix
L'urietta beccolungo (Brachyramphus perdix, Pallas 1811) è un uccello marino della famiglia degli alcidi.

## Sistematica
Brachyramphus perdix non ha sottospecie, è monotipico.

## Distribuzione e habitat
Questo uccello, endemico del Giappone, vive anche sulle coste orientali russe, cinesi e coreane. Si riscontrano avvistamenti anche nel Nord America (Alaska, Stati Uniti e Canada) e in Europa (Gran Bretagna e Svizzera).